# Wahlkreis Nr. 16 (Senat der Republik Polen, 2001–2011)
Der Wahlkreis Nr. 16 (polnisch Okręg wyborczy nr 16) war ein von 2001 bis 2011 bestehender Wahlkreis für die Wahl des Senats der Republik Polen und wurde auf Grundlage der Ordynacja wyborcza do Sejmu Rzeczypospolitej Polskiej i do Senatu Rzeczypospolitej Polskiej (Wahlordnung für den Sejm der Republik Polen und für den Senat der Republik Polen) vom 12. April 2001 (Dz.U. 2001 nr 46 poz. 499) errichtet. Die erste Wahl, die im Wahlkreis stattfand, war die Parlamentswahl am 23. September 2001.
Der Wahlkreis umfasste nach der Anlage Nr. 2 (Załącznik nr 2) der Ordynacja wyborcza do Sejmu Rzeczypospolitej Polskiej i do Senatu Rzeczypospolitej Polskiej in der letzten Bekanntmachung vom 30. Juni 2005 (Dz.U. 2005 nr 140 poz. 1173) die kreisfreie Stadt Radom und die Powiate Białobrzeski, Grójecki, Kozienicki, Lipski, Przysuski, Radomski, Szydłowiecki, Zwoleński der Woiwodschaft Masowien (Województwo mazowieckie).
Durch den Wechsel von Mehrpersonenwahlkreisen zu Einpersonenwahlkreisen wurde der Wahlkreis Nr. 16 im Jahr 2011 aufgelöst. Das Gebiet des Wahlkreises entspricht den Wahlkreisen Nr. 49 und Nr. 50 seit 2011.
Der Sitz der Wahlkreiskommission war Radom.

## Wahlkreisvertreter
| WP   | Wahl | Senator (Wahlkomitee) | Senator (Wahlkomitee)                                            | Senator (Wahlkomitee)                            | Senator (Wahlkomitee)                                                    |
| ---- | ---- | --------------------- | ---------------------------------------------------------------- | ------------------------------------------------ | ------------------------------------------------------------------------ |
| V.   | 2001 |                       | Zbigniew Gołąbek (KKW Sojusz Lewicy Demokratycznej – Unia Pracy) |                                                  | Wiesława Regina Sadowska (KKW Sojusz Lewicy Demokratycznej – Unia Pracy) |
| VI.  | 2005 |                       | Stanisław Karczewski (KW Prawo i Sprawiedliwość)                 |                                                  | Andrzej Łuczycki (KW Platforma Obywatelska RP)                           |
| VII. | 2007 |                       | Stanisław Karczewski (KW Prawo i Sprawiedliwość)                 | Wojciech Skurkiewicz (KW Prawo i Sprawiedliwość) |                                                                          |

## Wahlergebnisse

### Parlamentswahl 2001
Die Wahl fand am 23. September 2001 statt.
| # | Kandidat | Kandidat                       | Wahlkomitee                                              | Stimmen | Prozent |
| - | -------- | ------------------------------ | -------------------------------------------------------- | ------- | ------- |
| 1 |          | Wojciech Gęsiak                | KWW Blok Senat 2001                                      | 39.751  | 16,79 % |
| 2 |          | Zbigniew Gołąbek               | KKW Sojusz Lewicy Demokratycznej – Unia Pracy            | 74.199  | 31,34 % |
| 3 |          | Sławomir Grzyb                 | KW Konserwatywno-Liberalnej Partii Unia Polityki Realnej | 14.246  | 6,02 %  |
| 4 |          | Zdzisław Władysław Kieszkowski | KW Polskiego Stronnictwa Ludowego                        | 50.903  | 21,50 % |
| 5 |          | Zdzisław Maszkiewicz           | KWW Blok Senat 2001                                      | 39.125  | 16,53 % |
| 6 |          | Wojciech Pyrek                 | KW Samoobrona Rzeczpospolitej Polskiej                   | 49.189  | 20,78 % |
| 7 |          | Wiesława Regina Sadowska       | KKW Sojusz Lewicy Demokratycznej – Unia Pracy            | 67.975  | 28,72 % |
| 8 |          | Wiesław Szymaniak              | KW Polskiego Stronnictwa Ludowego                        | 43.891  | 18,54 % |

Wahlberechtigte: 567.268 – Wahlbeteiligung: 43,66 % – Quelle: Dz.U. 2001 nr 109 poz. 1187

### Parlamentswahl 2005
Die Wahl fand am 25. September 2005 statt.
| #  | Kandidat | Kandidat                 | Wahlkomitee                                  | Stimmen | Prozent |
| -- | -------- | ------------------------ | -------------------------------------------- | ------- | ------- |
| 1  |          | Ryszard Chojnacki        | KW Liga Polskich Rodzin                      | 30.450  | 13,55 % |
| 2  |          | Wiesław Wacław Czarnecki | KW Polskiego Stronnictwa Ludowego            | 24.446  | 10,88 % |
| 3  |          | Zbigniew Gołąbek         | KWW Zbigniewa Gołąbka                        | 20.563  | 9,15 %  |
| 4  |          | Danuta Maria Grabowska   | KW Sojusz Lewicy Demokratycznej              | 22.852  | 10,17 % |
| 5  |          | Edward Janicki           | KW Polskiej Partii Narodowej                 | 2.757   | 1,23 %  |
| 6  |          | Dariusz Piotr Jesiotr    | KW Samoobrona Rzeczpospolitej Polskiej       | 32.526  | 14,47 % |
| 7  |          | Stanisław Karczewski     | KW Prawo i Sprawiedliwość                    | 57.610  | 25,63 % |
| 8  |          | Jarosław Piotr Kowalik   | KW Platforma Janusza Korwin-Mikke            | 10.476  | 4,66 %  |
| 9  |          | Jan Edward Łopuszański   | KW Stronnictwa „Porozumienie Polskie“        | 22.556  | 10,04 % |
| 10 |          | Andrzej Łuczycki         | KW Platforma Obywatelska RP                  | 33.188  | 14,77 % |
| 11 |          | Zdzisław Maszkiewicz     | KWW „Zgoda.pl“                               | 5.628   | 2,50 %  |
| 12 |          | Barbara Olbrych          | KW Socjaldemokracji Polskiej                 | 10.642  | 4,73 %  |
| 13 |          | Iwona Joanna Pronobis    | KWW „Czas na kobiety“                        | 9.162   | 4,08 %  |
| 14 |          | Jan Rejczak              | KWW „Wspólnota Samorządowa Ziemi Radomskiej“ | 17.314  | 7,70 %  |
| 15 |          | Krzysztof Jan Sońta      | KWW „Wspólnota Samorządowa Ziemi Radomskiej“ | 14.367  | 6,39 %  |
| 16 |          | Tomasz Śmietanka         | KWW „Nasz Samorządowy Senator“               | 16.965  | 7,55 %  |
| 17 |          | Róża Żarska              | KW Samoobrona Rzeczpospolitej Polskiej       | 31.911  | 14,20 % |

Wahlberechtigte: 573.884 – Wahlbeteiligung: 40,67 % – Quelle: Dz.U. 2005 nr 195 poz. 1627

### Parlamentswahl 2007
Die Wahl fand am 21. Oktober 2007 statt.
| # | Kandidat | Kandidat                    | Wahlkomitee                           | Stimmen | Prozent |
| - | -------- | --------------------------- | ------------------------------------- | ------- | ------- |
| 1 |          | Teresa Jadwiga Bartosiewicz | KW Polskiego Stronnictwa Ludowego     | 62.800  | 21,99 % |
| 2 |          | Waldemar Antoni Kaczmarski  | KKW Lewica i Demokraci SLD+SDPL+PD+UP | 42.027  | 14,72 % |
| 3 |          | Stanisław Karczewski        | KW Prawo i Sprawiedliwość             | 105.734 | 37,03 % |
| 4 |          | Jarosław Kowalik            | KW Unia Polityki Realnej              | 7.974   | 2,79 %  |
| 5 |          | Andrzej Łuczycki            | KW Platforma Obywatelska RP           | 79.560  | 27,86 % |
| 6 |          | Leszek Janusz Przybytniak   | KW Polskiego Stronnictwa Ludowego     | 40.140  | 14,06 % |
| 7 |          | Wojciech Skurkiewicz        | KW Prawo i Sprawiedliwość             | 82.746  | 28,98 % |
| 8 |          | Lucyna Emilia Wiśniewska    | KWW Prawicy Marka Jurka               | 24.885  | 8,72 %  |

Wahlberechtigte: 575.812 – Wahlbeteiligung: 50,56 % – Quelle: Dz.U. 2007 nr 198 poz. 1439